# Tendenzbetrieb
Ein Tendenzbetrieb, auch Tendenzunternehmen, ist ein Betrieb, bei dem die ökonomische Orientierung (Gewinnerzielung) nicht im Vordergrund steht, sondern  politische, erzieherische, wissenschaftliche, künstlerische oder ähnliche Ziele. Er ist ein Rechtsbegriff aus dem deutschen Betriebsverfassungsrecht, dem Recht der grundlegenden Ordnung der Zusammenarbeit von Arbeitgebern und der von den Arbeitnehmern gewählten betrieblichen Interessenvertretung.

## Beispiele
- Die Parteizentralen der im Bundestag vertretenen Parteien in Berlin. Alle im Bundestag vertretenen Parteien beschäftigen in ihren Parteizentralen überwiegend Arbeitnehmer, die zusammen mit den sonstigen Einrichtungen der Parteizentrale (Räume, Ausstattung, Kommunikationsmittel) den Betrieb bilden, der durch die Partei als Unternehmerin geführt wird. Die Partei als Unternehmerin will mit der Parteizentrale jedoch keinen Gewinn erzielen, sondern sie will damit politischen Einfluss ausüben und Wählerstimmen einwerben. Mit ihrem Betrieb namens Parteizentrale verfolgt die Partei also politische Ziele, daher gehören diese Betriebe zu den Tendenzbetrieben im Sinne des § 118 Abs. 1 BetrVG.
- Auch die Gewerkschaften und Arbeitgeberverbände gründen und betreiben zur Umsetzung ihrer Ziele Betriebe (Verwaltungsbüros, Bildungsstätten, Begegnungsstätten, Forschungsinstitute, Verlage etc.). Auch in diesen Betrieben geht es nicht darum, Geld zu verdienen, sondern um die Förderung der eigenen Verbandsinteressen. Diese Interessen werden im Gesetz als „koalitionspolitische Ziele“ bezeichnet. Der Begriff Koalition lehnt sich an die Bezeichnung der Gewerkschaften und Arbeitgeberverbände als „Koalitionspartner“ und an deren grundrechtlich verbürgte „Koalitionsfreiheit“ an. Er hat nichts mit dem Begriff der Koalition zur Bildung einer Regierung oder gar mit militärischen Koalitionen („Koalitionstruppen“) zu tun.
- Der gesamte Bereich der Geschäftstätigkeit gemeinnütziger Vereine ist nicht vom Ziel der Gewinnerzielung geprägt. Daher können sämtliche Betriebe, die diese Vereine zur Durchsetzung ihrer Vereinsziele betreiben, Tendenzbetriebe im Sinne von § 118 Abs. 1 BetrVG sein.[1] Das gilt selbst dann, wenn diese Vereine oder Verbände Krankenhäuser, Rettungsdienste, Kindereinrichtungen etc. betreiben, die sich durch nichts von vergleichbaren Einrichtungen in der Trägerschaft der öffentlichen Hand unterscheiden.
- Nicht zuletzt sind auch Medienunternehmen Tendenzbetriebe. Dies liegt auf der Hand, wenn das Presseprodukt weltanschaulich-politisch ausgerichtet ist, da es dem Unternehmer neben dem Gewinn auch um die Botschaft geht, die vermittelt werden soll. Der Tendenzschutz gilt aber kraft ausdrücklicher gesetzlicher Klarstellung in § 118 Abs. 1 Nr. 2 BetrVG darüber hinaus für den gesamten Bereich der „Berichterstattung und Meinungsäußerung“, also auch für rein wirtschaftlich orientierte Medienerzeugnisse, selbst auch für den Anzeigenteil einer Tageszeitung.[2]

## Die Privilegien der Tendenzbetriebe nach §118 BetrVG
Auf Tendenzbetriebe finden die Vorschriften des Betriebsverfassungsgesetzes keine Anwendung, „soweit die Eigenart des Unternehmens oder des Betriebes dem entgegensteht“ (§ 118 Abs. 1 Satz 1 BetrVG). Das ist gesetzestechnisch eine sogenannte Generalklausel, die durch die Rechtsprechung auszulegen und mit Leben zu füllen ist.
Im Grundsatz entfällt ein Mitbestimmungsrecht danach unter zwei Voraussetzungen:
- Einmal muss es sich um eine Maßnahme gegenüber einem Tendenzträger handeln. Das ist ein Arbeitnehmer, der auf die Tendenzverwirklichung maßgeblichen und verantwortlichen Einfluss nehmen kann.
- Zum anderen muss die konkrete Maßnahme Tendenzbezug haben und die Möglichkeit eröffnen, dass die geistig-ideelle Zielsetzung des Unternehmens und deren Verwirklichung durch die Beteiligung des Betriebsrats zumindest ernstlich beeinträchtigt werden kann.

Einschränkungen der Beteiligungsrechte des Betriebsrats kommen am ehesten im Rahmen der Beteiligung in „Personellen Angelegenheiten“ (§ 92 bis § 104 BetrVG) in Betracht. So ist der Betriebsrat bei Einstellungen und Versetzungen von Tendenzträgern zwar grundsätzlich gemäß § 99 Abs. 1 BetrVG zu unterrichten, ein Zustimmungsverweigerungsrecht gemäß § 99 Abs 2 BetrVG soll ihm aber nach der Rechtsprechung des Bundesarbeitsgerichts nicht zustehen, und zwar auch dann nicht, wenn es um die Geltendmachung nicht tendenzbedingter Gründe geht.
Zusätzlich hat der Gesetzgeber noch die Anwendung einzelner Beteiligungsrechte aus dem Betriebsverfassungsgesetz hinsichtlich des Themenbereichs der Wirtschaftlichen Angelegenheiten ausdrücklich ausgeschlossen oder jedenfalls entscheidend eingeschränkt. Im Einzelnen:
- § 106 bis § 110 BetrVG sind in Tendenzbetrieben nicht anwendbar. Damit kann man in Tendenzbetrieben generell keinen Wirtschaftsausschuss bilden.
- Von den Beteiligungsrechten bei Betriebsänderungen ist nur noch der Abschluss eines Sozialplanes (§ 112, § 112a BetrVG) übrig geblieben. Einen Interessenausgleich gibt es für Tendenzbetriebe nicht, damit scheidet auch die Gewährung eines Nachteilsausgleichs nach § 113 BetrVG weitgehend aus. Abfindungsansprüche als Nachteilsausgleich sind jedoch nach der Rechtsprechung des Bundesarbeitsgerichts auch im Tendenzbetrieb dann ausnahmsweise begründet, wenn der Arbeitgeber eine Betriebsänderung durchführt, ohne rechtzeitig seiner Unterrichtungs- und Beratungspflicht nach § 111 BetrVG im Hinblick auf einen möglichen Abschluss eines Sozialplan genügt zu haben.[3]

## Abgrenzungsfragen

### Die besonderen Privilegien der Religionsgemeinschaften (§118 Abs.2 BetrVG)
Nach § 118 Abs. 2 BetrVG ist die Anwendung des Betriebsverfassungsgesetzes „auf Religionsgemeinschaften und ihre karitativen und erzieherischen Einrichtungen unbeschadet deren Rechtsform“ ausgeschlossen. Das ist ein Schutz dieser Arbeitgeber, der noch weit über den Tendenzschutz aus § 118 Abs. 1 BetrVG hinausgeht; insofern ist es zumindest ungenau, wenn man die Privilegien der Religionsgemeinschaften auch unter den Begriff des Tendenzschutzes fasst. Für diese Weltanschauungsgemeinschaften gilt selbst dann, wenn sie als Körperschaften des öffentlichen Rechts eigener Art organisiert sind, das Personalvertretungsrecht nicht. Einzelne Religionsgemeinschaften, insbesondere die beiden großen christlichen Kirchen in Deutschland, haben als Ausgleich auf kirchengesetzlicher Basis Mitarbeitervertretungsrecht geschaffen. Die Mitarbeitervertretungen haben eine ähnliche Stellung wie Betriebsräte oder Personalräte (vgl. Arbeitsrecht der Kirchen).

### Grenzen des Tendenzschutzes
Der Tendenzschutz gemäß § 118 Abs. 1 BetrVG gilt nur für Unternehmen und Betriebe, die „unmittelbar und überwiegend“ den im Gesetz aufgezählten Zwecken dienen. Nur wenn der Betriebszweck selbst auf die Tendenz ausgerichtet ist, kann der Tendenzschutz greifen. Allein die Gewinnverwendung eines nur Erwerbszwecke verfolgenden Betriebs für einen anderen tendenzgeschützten Betrieb begründet nicht die Anwendbarkeit des § 118 Abs. 1 BetrVG (Beispiel: der Zustellbetrieb eines Zeitungsverlages).